# Dilkea acuminata
Dilkea acuminata är en passionsblomsväxtart som beskrevs av Maxwell Tylden Masters. Dilkea acuminata ingår i släktet Dilkea och familjen passionsblomsväxter. Inga underarter finns listade i Catalogue of Life.